# Јосип Перковић
Јосип Перковић (Личко Ново Село, 17. мај 1945) јесте бивши директор хрватске тајне полиције, Службе државне сигурности (СДС). Осуђен је 2016. у Немачкој на доживотни затвор због учешћа у атентату 1983. на хрватског емигранта Стјепана Ђурековића.

## Каријера
Перковић је рођен у Личком Новом Селу код Нашица у источној Хрватској. Након што је дипломирао економију, почео је да ради у месној канцеларији СДС-а у Осијеку у јануару 1970. године. Септембра 1979. пребачен је у Загреб и постављен на чело одјељења за хрватске емигранте у иностранству. Перковић је наставио да се уздиже кроз редове СДС-а и 1986. године постављен је за помоћника министра унутрашњих послова Социјалистичке Републике Хрватске, дошавши на чело целокупног хрватског огранка СДС-а.
После вишестраначких избора 1990. године, Перковић је наставио да ради у Министарству унутрашњих послова Хрватске и у априлу 1990. именован је за подсекретара за државну безбедност. Године 1991. пребачен је у Министарство одбране, на изричит захтев Гојка Шушка, бившег емигранта који се вратио из Канаде и који је у то време био министар емиграције у Кабинету Фрање Грегурића .
Године 1992. Перковић је нагло разрешен дужности након што је на националној телевизији приказан филм који га је доводио у везу са убиством Бруна Бушића у Паризу 1978. године. Међутим, убрзо га је рехабилитовао Шушак (који је у међувремену постао министар одбране) и поставио га је за свог саветника у Министарству одбране. Током 1996. пребачен је у новоформирану Хрватску обавјештајну агенцију (ХИС), где је предавао у интерном центру за обуку агенције, пре него што је отишао у пензију 1998.

## Екстрадиција
Савезна криминалистичка полиција Немачке издала је 2005. године налог за хапшење Перковића због његове наводне умешаности у атентат на емигранта Стјепана Ђурековића 1983. године у Волфратсхаузену у Баварској. Наводи о Перковићевој умешаности помињани су у суђењу Крунославу Пратесу 2008. године. Пратес је оптужен за саучесништво у убиству Ђурековића, осуђен је на доживотни затвор пред Минхенским судом у јулу 2008.
Како је хрватским уставом забрањено изручење хрватских држављана другим државама, Перковић је наставио да живи слободно у Хрватској и након расписивања немачке потернице током 2009. Међутим, налог је требало да постане правно обавезујући за хрватске власти 2013. године, пошто је европски налог за хапшење (ЕАВ) који је Немачка издала за Перковићем ступио на снагу уласком Хрватске у Европску унију 1. јула 2013., омогућавајући изручење тражених појединаца колегама државама ЕУ.
Хрватски сабор усвојио је амандман на хрватски закон о екстрадицији само неколико дана пре формалног приступања ЕУ, укључујући и одредбу којом се спречава изручење за злочине почињене пре 2002. године, када су ступила на снагу нова правила ЕУ о екстрадицији, чиме је изостављено убиство Ђурековића 1983. у које је Перковић био умешан. Овај амандман је био веома контроверзан у Хрватској; Владини критичари су закон прозвали Лекс Перковић, тврдећи да је измењен управо да би се он заштитио.
Изненадно усвајање амандмана којим се намеће временско ограничење за европске налоге за хапшење изазвало је дипломатски спор са Немачком, при чему је хрватска влада у то време рекла да жели да заштити ратне ветеране рата у Хрватској 1991-95 од потенцијалних хапшења и кривичног гоњења на другим местима. у ЕУ. Ситуација је привремено негативно утицала на хрватско-немачке односе. Председник Одбора за европска питања немачког Бундестага Гунтер Крихбаум изразио је незадовољство, оцијенивши да је ријеч о политичком потезу хрватске владе с намјером да донесе аd hoc закон који би искључиво штитио Перковића од изручења.
Влада је касније укинула временско ограничење у августу 2014, тек након што је Европска комисија упозорила да је измењени закон у супротности са споразумом о приступању Хрватске ЕУ и да би се могла суочити са правним поступком, укључујући губитак развојних фондова ЕУ. Перковић је ухапшен у Загребу 1. јануара 2014. и изручен Немачкој 24. јануара.
Још један бивши шеф обавештајне службе Здравко Мустач такође је изручен Немачкој због наводне умешаности у убиство Ђурековића, а суђење обојици почело је у Минхенском суду 17. октобра 2014. Обојица су негирали оптужбе.
Августа 2016. године, Перковић и Мустач су првостепеном пресудом осуђени на доживотну казну затвора због помагања у убиству Ђурековића. Одговорност за Перковића је касније пребачена на Хрватску. Хрватска влада му је 2018. смањила казну на 30 година. Перковић је 2019. године пребачен у хрватски затвор на одслужење остатка казне.